# Склабиня (район Мартин)
Склаби́ня (словац. Sklabiňa) — деревня и муниципалитет в районе Мартин в Жилинском крае на севере Словакии.

## Название
Название происходит от основы Sclavus, Sclabus (по-видимому, латинизированного «славяне»). В исторических хрониках деревня впервые упоминается в 1242 году под названием «Зклабоня», позднее — «Склабонья» (1252 год), «Склоуан» (Слован — коренное название славян, 1266 год), «Склабана» (1309 год), а также «Шклабинка» (1736 год) или, в хунгаризованной форме — Шклабиня (1786).

## География и население
Муниципалитет находится на высоте 480 метров и занимает площадь 11,07 км². По данным переписи населения 2011 года, численность населения составляла 600 человек, из которых 576 словаков, по одному мораванину, русскому и чеху, 20 человек не указало национальность. По конфессиональному составу 325 жителей отнесли себя к лютеранам, 100 — к католикам церкви, 9 — к Объединенной методистской церкви, 3 — к православию, 2 — к греко-католической церкви и 1 — к Апостольской церкви, 132 не указали религиозную принадлежность.

## История

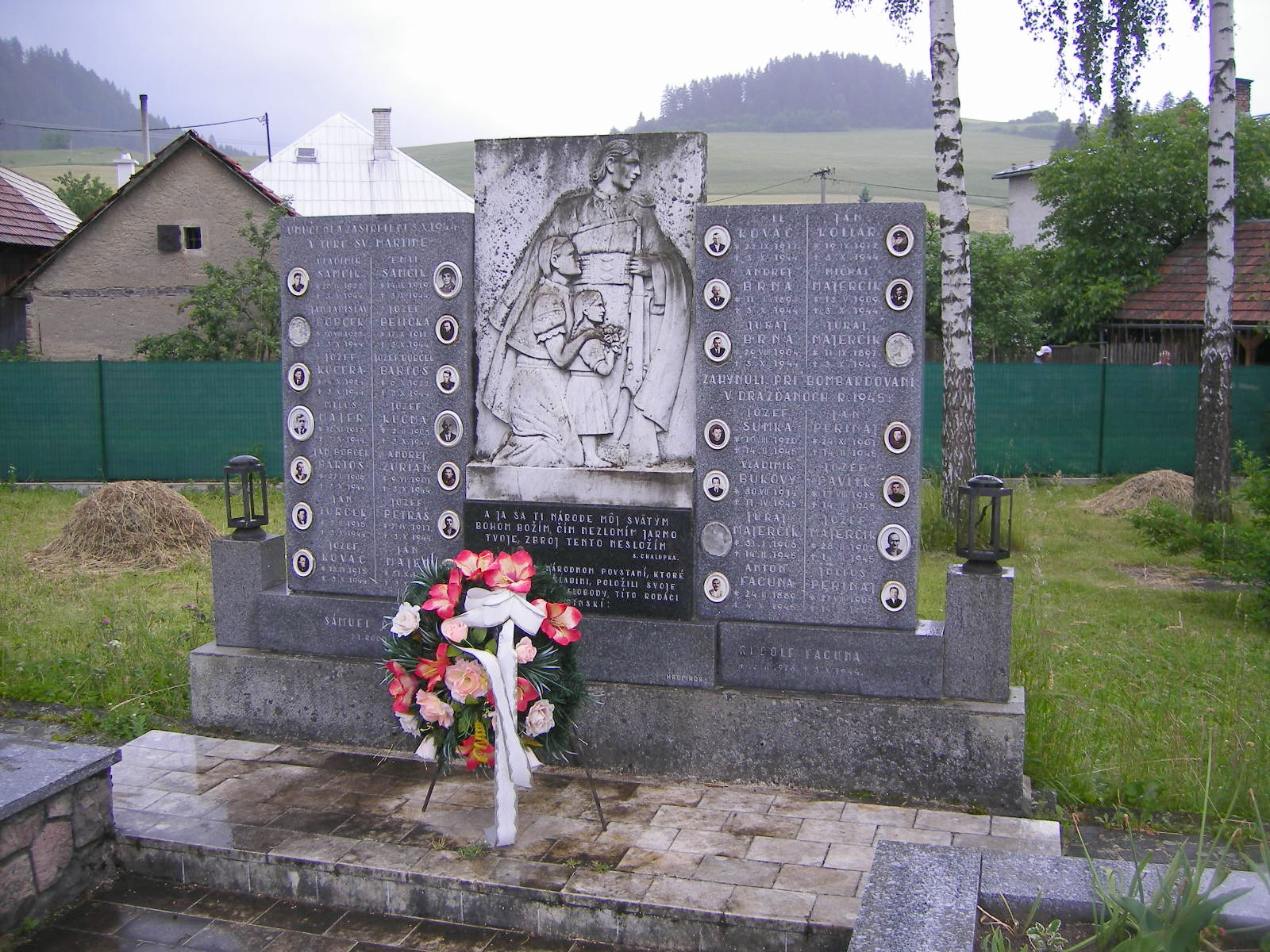
Мемориал жертвам нацизма

Местность во II в.до н. э. — I в.н. э. входила в ареал Пуховской культуры, городище этого периода расположено неподалеку от современного местонахождения деревни. Остатки городища использовались в раннем средневековье славянами. Деревня располагалась недалеко от Склабинского замка, резиденции графства Туроц. До 1918 года деревня находилась на территории Австро-Венгрии, после первой мировой войны отошла Чехословакии.
Во время Второй мировой войны Склабиня стала центром партизанского движения и одним из центров подготовки Словацкого национального восстания с помощью СССР. 25 июля 1944 года возле деревни был выброшен советский парашютный десант из 11 человек под командованием старшего лейтенанта Петра Алексеевича Величко, у которого была задача организовать регулярные партизанские отряды и место приёма новых десантных групп (аэродром «Три дуба»). Из этой группы впоследствии выросла 1-я Словацкая партизанская бригада имени М. Р. Штефаника. 21 августа 1944 года, ещё до начала общенационального восстания, Склабиня стала первой деревней, где партизаны подняли чехословацкий флаг и объявили её освобожденной территорией Чехословакии. В ответ на это нацисты провели карательную акцию, в ходе которой 30 сентября 1944 года было арестовано 144 жителя деревни, 3 из которых погибли во время допроса, и ещё 20 были впоследствии убиты.
28 августа 1969 года деревня Склабиня была удостоена ордена Отечественной войны I степени за помощь, которую её жители оказывали советским партизанам.

## Население
| Год:                | 1994 | 2004    | 2014    | 2024    |
| ------------------- | ---- | ------- | ------- | ------- |
| Количество человек: | 584  | 608     | 634     | 644     |
| Разница:            |      | +4,10 % | +4,27 % | +1,57 % |